# Fülöp Tibor (festő)
Fülöp Tibor (Budapest, 1961. augusztus 24. –) magyar festőművész.

## Élete
Fülöp Tibor id. Fülöp Tibor és Kováts Erzsébet gyermeke. Házas, öt gyermek édesapja. Autodidakta festőművész.

## Egyéni kiállításai
- 1984 Budapest Buda Penta Galéria
- 1985 Budapest HUNGAROTEX Galéria
- 1985 München Schwanthaler Gallery
- 1986 Budapest Buda Penta Galéria
- 1987 Luzern Andarte Gallerie
- 1987 Budapest Buda Penta Galéria
- 1988 Megève Galérie MONT BlANC
- 1988 Budapest Buda Penta Galéria
- 1989 Athens Gallery HARITAKIS
- 1989 Valbonne Salle des Fètes
- 1990 Budapest Buda Penta Galéria
- 1990 Athén Apollo Gallery
- 1990 Bad Reichenhall Art Gallery
- 1991 Monte-Carlo Abela Hotel Gallery
- 1991 Nizza Negresco Hotel Gallery
- 1991 Cannes Carlton Hotel Gallery
- 1992 Athens Kostas Karras Gallery
- 1993 Barcelona TRANSIT – Art Gallery
- 1994 Budapest  (Atrium Hotel) VÁR GALÉRIA
- 1995 Athens Embassy of Lebanon
- 1998 Athens HOTEL CHANDRIS – Hungarian Festival
- 1998 Athens `PINAKOTHEKE TIBOR`
- 1999 Athens Selini Gallery
- 1999 Athens `PINAKOTHEKE TIBOR`
- 2000 Athens Technopolis – Gazi
- 2000 Athens `PINAKOTHEKE TIBOR`
- 2001 Budapest Hilton Hotel
- 2001 Athens `PINAKOTHEKE TIBOR`
- 2002 Athens Gallery Lefakis
- 2002 Athens `PINAKOTHEKE TIBOR`
- 2003 Athens `PINAKOTHEKE TIBOR`
- 2004 Hidra Historical Museum OF Hidra
- 2004 Athens `PINAKOTHEKE TIBOR`
- 2005 Szaloniki `PINAKOTHEKE OF THESSALONIKI CITY`
- 2005 Míkonosz `SANTA MARINA RESORT & VILLAS`
- 2005 Athens `PINAKOTHEKE TIBOR`
- 2006 New York Dahesh Museum of Art
- 2006 Melbourne House of Hungarian art
- 2006 Athens Magna gallery
- 2006 Athens `PINAKOTHEKE TIBOR`
- 2007 Melbourne `WHITE TOWER` Association of Thessaloniki
- 2007 Athens Gallery Lefakis – HUNGARO FEST
- 2007 Melbourne Greek Community Center of Melbourne
- 2007 Athens `PINAKOTHEKE TIBOR`
- 2008 Míkonosz `PINAKOTHEKE OF MYKONOS TOWN`
- 2008 Athens `PINAKOTHEKE TIBOR`
- 2009 Athens Prefecture of Pireaus, Apollo Culture Center

## Díjai, elismerései
- 2003 Elismerő oklevél Mádl Ferenc Köztársasági elnök Úrtól példás művészeti tevékenységéért.
- 2004 Ciprusi Köztársasági elnöki elismerő oklevél példás művészeti tevékenységéért.
- 2007 Oktatási és Kulturális Minisztériumi elismerés a magyar–görög kulturális kapcsolatok ápolásáért.

## Érdekességek
- 2004–2008 Egy Fülöp Tibor által tervezett logó szolgált a görög turizmus (GNTO) emblémájaként.
- 2008 A művész két festménye az Olümpiából Pekingbe tartó olimpiai fáklya hivatalos ajándéka.